# Селвин Лојд
Селвин Лојд (енгл. John Selwyn Brooke Lloyd; Ливерпул, 28. јул 1904 — Престон Кровмарш, 18. мај 1978) је био британски правник и политичар. Припадао је конзервативној странци. Био је посланик и министар у више махова.

## Референца
1. ↑  „Collection: The Papers of Selwyn Lloyd | ArchiveSearch”. archivesearch.lib.cam.ac.uk. Приступљено 2023-01-27.
2. ↑  „Selwyn Lloyd”. britannica.com. Приступљено 16. 1. 2020.